# Legnaro
Legnaro is een gemeente in de Italiaanse provincie Padua (regio Veneto) en telt 9.458 inwoners (01-01-2023). De oppervlakte bedraagt 14,9 km², de bevolkingsdichtheid is 517 inwoners per km².
De volgende frazioni maken deel uit van de gemeente: Casone, Volparo.

## Demografie
Legnaro telt ongeveer 2895 huishoudens. Het aantal inwoners steeg in de periode 1991-2001 met 5,0% volgens cijfers uit de tienjaarlijkse volkstellingen van ISTAT.
| Jaar | Inwoneraantal |
| ---- | ------------- |
| 1991 | 6567          |
| 2001 | 6895          |

## Geografie
Legnaro grenst aan de volgende gemeenten: Brugine, Padova, Polverara, Ponte San Nicolò, Sant'Angelo di Piove di Sacco, Saonara.